# Hans Therre
Hans Therre (* 27. März 1948 in Gronig, Saarland) ist ein deutscher literarischer Übersetzer und freier Autor.

## Leben und Wirken
Hans Therre spezialisierte sich nach seinem Studium der Germanistik an der Philipps-Universität Marburg auf die Arbeit mit bestimmten Autoren der Weltliteratur. Durch Aufenthalte in Paris und in Portugal erwarb er neue Erfahrungen. Er übersetzte Werke aus den Sprachen Portugiesisch, Französisch und Englisch.
Die Übersetzungen von Gedichten Eugénio de Andrades und Fernando Pessoas aus dem Portugiesischen gehören ebenso zu seinem Schaffen wie die Erzählungen des Franzosen Pierre Gripari, die er teilweise zusammen mit Cornelia Langendorf übersetzte. Aus dem amerikanischen Englisch übersetzte er Werke von Iain Levison.
Hans Therre hat ferner Beiträge in Anthologien und Zeitschriften veröffentlicht.
Therre lebt im Saarland.

## Werke
- Stéphane Mallarmé. dtv, München 1998, ISBN 3-423-31007-3
- Von Dichtern, Nachdichtern und anderen Kretins. Eine Passionsgeschichte des Übersetzens. Books on Demand BoD, Norderstedt 2009, ISBN 978-3-8370-2760-0
- Elsterbach. Eine Art Heimatroman. Conte Verlag, St. Ingbert 2020. ISBN 978-3-95602-183-1

## Übersetzungen
- Michel Leiris: Die Spielregel. 4 Bände. Matthes & Seitz, München 1982–1999
- Iain Levison: Betriebsbedingt gekündigt. Matthes & Seitz, Berlin 2005
- Iain Levison: Abserviert. Mein Leben als Humankapital. Matthes & Seitz, Berlin 2006
- Iain Levison: Tiburn. Matthes & Seitz, Berlin 2008
- Yoshi Oida: Die Tricks eines Schauspielers. Alexander, Berlin 2009
- Arthur Rimbaud: Seiten-Sprünge. Matthes & Seitz, München 1986

## Rezensionen
- Aus dem harten Leben eines Auftragskillers. Marie-Christin Starck über die Übersetzung von Betriebsbedingt gekündigt., ReLÜ, Rezensionen online, 5, 2007

## Filmübersetzer
- 1993: Am Ufer des Flusses von Manoel de Oliveira.